# 물의 속성
물(H2O)은 상온에서 무미 무취 액체인 극성 무기 화합물로 고유한 파란색을 제외하고는 거의 무색이다. 지금까지 가장 많이 연구된 화합물이며 "범용 용매" 및 "생명의 용매"로 설명된다. 지구 표면에서 가장 풍부한 물질이며 지구 표면에서 고체, 액체, 기체로 존재하는 유일한 공통 물질이다. 또한 우주에서 세 번째로 풍부한 분자이다(분자 수소와 일산화탄소 다음).
물 분자는 서로 수소 결합을 형성하고 강한 극성을 띤다. 이 극성으로 인해 염에서 이온을 해리하고 알코올 및 산과 같은 다른 극성 물질과 결합하여 용해시킬 수 있다. 그것의 수소 결합은 액체 형태보다 밀도가 낮은 고체 형태, 몰 질량에 대한 100 °C의 상대적으로 높은 끓는점 및 높은 열용량과 같은 많은 독특한 특성을 유발한다.
물은 양쪽성이다. 즉, 포함된 용액의 pH에 따라 산 또는 염기의 특성을 나타낼 수 있다. H+ 및 OH- 이온을 모두 쉽게 생성한다. 양쪽성 특성과 관련하여 자가 이온화된다. 활동의 곱, 즉 대략적으로 H+와 OH-의 농도는 일정하므로 각각의 농도는 서로 반비례한다.

## 같이 보기
- 일산화 이수소 속임수
- 정제수
- 유체동역학
- 센물
- 중수
- 얼음
- 점성
- 워터 브리지